# هيروس كرونكلس
هيروس كرونكلس (بالإنجليزية: Heroes Chronicles)‏ هي لعبة فيديو استراتيجية تناوب الأدوار من تطوير جون فان كانيغهام من قبل شركة نيو ورلد كومبيوتنغ وقد تم إنتاجها في سنة 2000 لأجهزة ذا ثري دي أو كومباني، تعتبر من ألعاب الفيديو الاستراتيجية وتعتبر اللعبة نسخة مصغرة للعبة هيروس أوف مايت أند ماجيك 3.